# ديفيد شرودر (مدير فني)
ديفيد شرودر (بالإنجليزية: David Schroeder)‏ هو مدير فني أمريكي، ولد في 1937.